# Alpinia aquatica
Alpinia aquatica là một loài thực vật có hoa trong họ Gừng. Loài này được (Retz.) Roscoe mô tả khoa học đầu tiên năm 1807.